# Hephaestus komaensis
Hephaestus komaensis és una espècie de peix pertanyent a la família dels terapòntids.

## Descripció
- Pot arribar a fer 14,3 cm de llargària màxima.[4][5]

## Hàbitat
És un peix d'aigua dolça, demersal i de clima tropical que viu entre 0-3 m de fondària.

## Distribució geogràfica
Es troba a Oceania: Papua Nova Guinea.

## Observacions
És inofensiu per als humans.